# Physoderma
Genre
Physoderma est un genre de champignons chytrides de la famille des Physodermataceae
C'est le plus ancien genre de champignons chytrides. Il comprend environ 80 espèces (selon que l'on inclut celles qui sont traditionnellement rattachées au genre Urophlyctis).
Cependant, certaines espèces ont été confondues avec des rouilles des genres Synchytrium et Protomyces  (Ascomycètes).
Les espèces de ce genre sont des parasites obligatoire des plantes vasculaires (ptéridophytes et angiospermes). On y trouve notamment Physoderma alfalfae et Physoderma maydis, responsables respectivement des maladies des tumeurs marbrées de la luzerne et des taches brunes du maïs.

## Liste d'espèces
Selon Index Fungorum (25 novembre 2014) :
- Physoderma acetosellae Rostr. 1897
- Physoderma aeschynomenes Thirum. & M.D. Whitehead 1951
- Physoderma agrostidis Lagerh. 1912
- Physoderma alfalfae (Lagerh.) Karling 1950
- Physoderma allii Willi Krieg. 1896
- Physoderma alpinum R. Sprague 1961
- Physoderma aneilematis Pavgi & Thirum. 1954
- Physoderma aponogetonicola Pavgi & L. Singh 1977
- Physoderma aponogetonis Sparrow 1953
- Physoderma asphodeli (de Bary) Karling 1950
- Physoderma astomatis (Rayss) Karling 1950
- Physoderma australasicum (McAlpine) J. Walker 1963
- Physoderma beckmanniae R. Sprague 1955
- Physoderma bohemicum Sacc. 1914
- Physoderma bothriochloae Thirum. & Pavgi 1957
- Physoderma brachiariae Thirum. & Pavgi 1954
- Physoderma brachiariae-eruciformis Thirum. & Pavgi 1964
- Physoderma butomi J. Schröt. 1882
- Physoderma butomi P. Karst. 1882
- Physoderma calami Krieg. 1896
- Physoderma chrysopogonicola Thirum. & Pavgi 1957
- Physoderma citri Childs, L.E. Kopp & T.W. Johnson 1965
- Physoderma claytoniana H.C. Greene 1944
- Physoderma claytonianum Greene 1944
- Physoderma comari (Berk. & F.B. White) Lagerh. 1898
- Physoderma commelinae Lingappa 1955
- Physoderma corchori Lingappa 1955
- Physoderma crepidis Rostr. 1903
- Physoderma cynodontis Pavgi & Thirum. 1954
- Physoderma debeauxii Bubák 1903
- Physoderma deformans Rostr. 1886
- Physoderma dichanthiicola Pavgi & Thirum. 1954
- Physoderma dicksonii Thirum. & Pavgi 1957
- Physoderma digitariae Pavgi & Thirum. 1954
- Physoderma dulichii Johns 1957
- Physoderma echinochloae Thirum. & M.D. Whitehead 1953
- Physoderma eleocharidis (Fuckel) J. Schröt. 1886
- Physoderma eragrostidis Thirum. & Pavgi 1964
- Physoderma eriochloae Pavgi & Thirum. 1954
- Physoderma fabae Syd. 1928
- Physoderma gerhardtii J. Schröt. 1886
- Physoderma graminis (Büsgen) De Wild. 1896
- Physoderma hemisphaericum (Speg.) Karling 1950
- Physoderma hippuridis Rostr. 1891
- Physoderma hydrocotylidis Viégas & Teixeira 1943
- Physoderma indicum S. Naray. & Thirum. 1957
- Physoderma johnsii Sparrow 1961
- Physoderma kriegeriana (Magnus) Vestergr. 1899
- Physoderma kyllingae Pavgi & Thirum. 1964
- Physoderma lathyri (Palm) Karling 1950
- Physoderma leproides (Trab. & Sacc.) Lagerh. 1950
- Physoderma limnanthemi Thirum. 1950
- Physoderma lycopi Sparrow 1957
- Physoderma maculare Wallr. 1833
- Physoderma magnusianum Krieg. 1896
- Physoderma majus (J. Schröt.) Karling 1950
- Physoderma marsileae M.S. Brewster 1952
- Physoderma maydis (Miyabe) Miyabe 1909
- Physoderma meliloti (Maire) Karling 1950
- Physoderma menthae J. Schröt. 1886
- Physoderma menyanthis (de Bary) de Bary 1874
- Physoderma mouretii (Maire) Karling 1950
- Physoderma muscari (G. Poirault) Sacc. 1912
- Physoderma myriophylli (Rostr.) Vestergr. 1909
- Physoderma narasimhanii Thirum. & Pavgi 1957
- Physoderma narcissi (G. Poirault) Sacc. & Trotter
- Physoderma negeri Karling 1950
- Physoderma nelumbii Mishra & Thirum. 1953
- Physoderma notosciadii Speg. ex Karling 1956
- Physoderma ornithogali Maire 1928
- Physoderma palustre Sparrow 1961
- Physoderma pancratii V.N. Pathak, Prasad & D.D. Shukla 1971
- Physoderma paspali J.A. Stev. 1946
- Physoderma paspalidii Thirum. & Pavgi 1957
- Physoderma pluriannulatum (Berk. & M.A. Curtis) Karling 1950
- Physoderma polysporum J. Schröt.
- Physoderma potteri (A.W. Bartlett) Karling 1950
- Physoderma pulposum Wallr. 1833
- Physoderma rayssiae Karling 1950
- Physoderma ruebsaamenii (Magnus) Karling 1950
- Physoderma schroeteri Krieg. 1896
- Physoderma scirpicola Pavgi & L. Singh 1977
- Physoderma setariicola Pavgi & Thirum. 1954
- Physoderma sparganii-ramosi (Büsgen) J. Schröt.
- Physoderma sparrovii Thirum. & Pavgi 1964
- Physoderma speciosum J. Schröt. 1886
- Physoderma tenue P. Karst.
- Physoderma thirumalacharii Pavgi & L. Singh 1980
- Physoderma trachoniticum Syd. 1935
- Physoderma trifolii (Pass.) Karling 1950
- Physoderma vagabundum (Speg.) Karling 1950
- Physoderma vagans J. Schröt. 1886